# Carla Nau
Carla Nau (* 1968 in Gießen) ist eine deutsche Anästhesiologin und Hochschullehrerin am Universitätsklinikum Schleswig-Holstein am Campus Lübeck.

## Leben und Wirken
Carla Nau wurde 1968 in Gießen geboren, wuchs aber in Grünberg auf. Ab 1988 studierte sie Humanmedizin an der Universität Gießen, wo sie 1994 ihren Abschluss machte.  Im Anschluss war sie als Ärztin im Praktikum an der Klinik für Anästhesiologie und operative Intensivmedizin des Universitätsklinikums Gießen tätig. 1996 wurde sie von der Universität Gießen zur Dr. med. promoviert. Es folgte ein zweijähriger Forschungsaufenthalt an der Harvard Medical School mit einer Tätigkeit am Brigham and Women’s Hospital. 2000 kehrte Nau nach Deutschland zurück und wurde an der anästhesiologischen Klinik am Universitätsklinikum Erlangen Leiterin der Emmy-Noether-Nachwuchsgruppe zur Erforschung der Struktur und Funktion von Ionenkanälen in Nozizeptoren. An der Friedrich-Alexander-Universität Erlangen-Nürnberg habilitierte Nau sich 2002. 2005 erwarb sie den Facharzttitel für Anästhesiologie und übernahm die Leitung der von der Deutschen Forschungsgemeinschaft geförderten und 2011 abgeschlossenen Klinischen Forschungsgruppe „Determinanten und Modulatoren der postoperativen Schmerzverarbeitung“. 2009 wurde sie in Erlangen zur stellvertretende Direktorin und leitenden Oberärztin an der anästhesiologischen Klinik befördert. 2013 wechselte Nau als Professorin für Anästhesiologie an die Universität zu Lübeck, wo sie am dortigen Universitätsklinikum gleichzeitig zur Direktorin der Klinik für Anästhesiologie und Intensivmedizin ernannt wurde.
Im Jahr 2020 erhielt sie  in Würdigung ihrer herausragenden Verdienste um den wissenschaftlichen Nachwuchs der Anästhesiologie und Intensivmedizin als Mentorin im Mentoring-Programm der DGAI die Manfred-Specker-Medaille der Deutschen Gesellschaft für Anästhesiologie und Intensivmedizin (DGAI); seit 2024 ist sie selbst Mitglied der DGAI. Im selben Jahr wurde sie zum Mitglied in die Deutsche Akademie der Naturforscher Leopoldina gewählt. Ebenfalls 2024 wurde sie zur Vorsitzenden des akademischen Senats der Universität zu Lübeck gewählt.
Nau ist verheiratet mit Onkologen Thorsten Langer, mit dem sie einen Sohn hat.

## Forschungsschwerpunkte
Naus Forschungsschwerpunkte liegen in der Schmerzforschung. Hier untersucht sie vor allem erbliche Schmerzerkrankungen sowie individuelle Schmerzwahrnehmung und -verarbeitung. Dabei befasst sie sich vor allem mit der Frage, wie die Chronifizierung von Schmerzen nach Operationen verhindert werden kann. In ihrer Forschung untersucht sie, ob die oftmals notwendige Gabe von Schmerzmitteln nach Operationen durch präventive Maßnahmen verhindert oder zumindest verkürzt werden kann. Hierfür hat sie den Transitional Pain Service (TPS) als neue Versorgungsform etabliert und untersucht. Anästhesiologisch hat sie dazu beigetragen, dass die molekularen Wirkmechanismen von Lokalanästhetika und deren Nebenwirkungen besser verstanden werden. Gegenstand ihrer jüngsten Forschung ist, inwiefern Künstliche Intelligenz in der Intensivmedizin und bei der Optimierung der stationären und ambulanten Versorgung von Schmerzpatientinnen und -patienten eingesetzt werden kann. Seit 2018 leitet sie zudem das von der Deutschen Forschungsgemeinschaft geförderte Forschungsprojekt „Clinician Scientist School Lübeck: Die Verbindung zwischen Gehirn, Metabolismus und Entzündung – Mechanismen and Krankheitsexpression“.